# Neues Rathaus (Chemnitz)

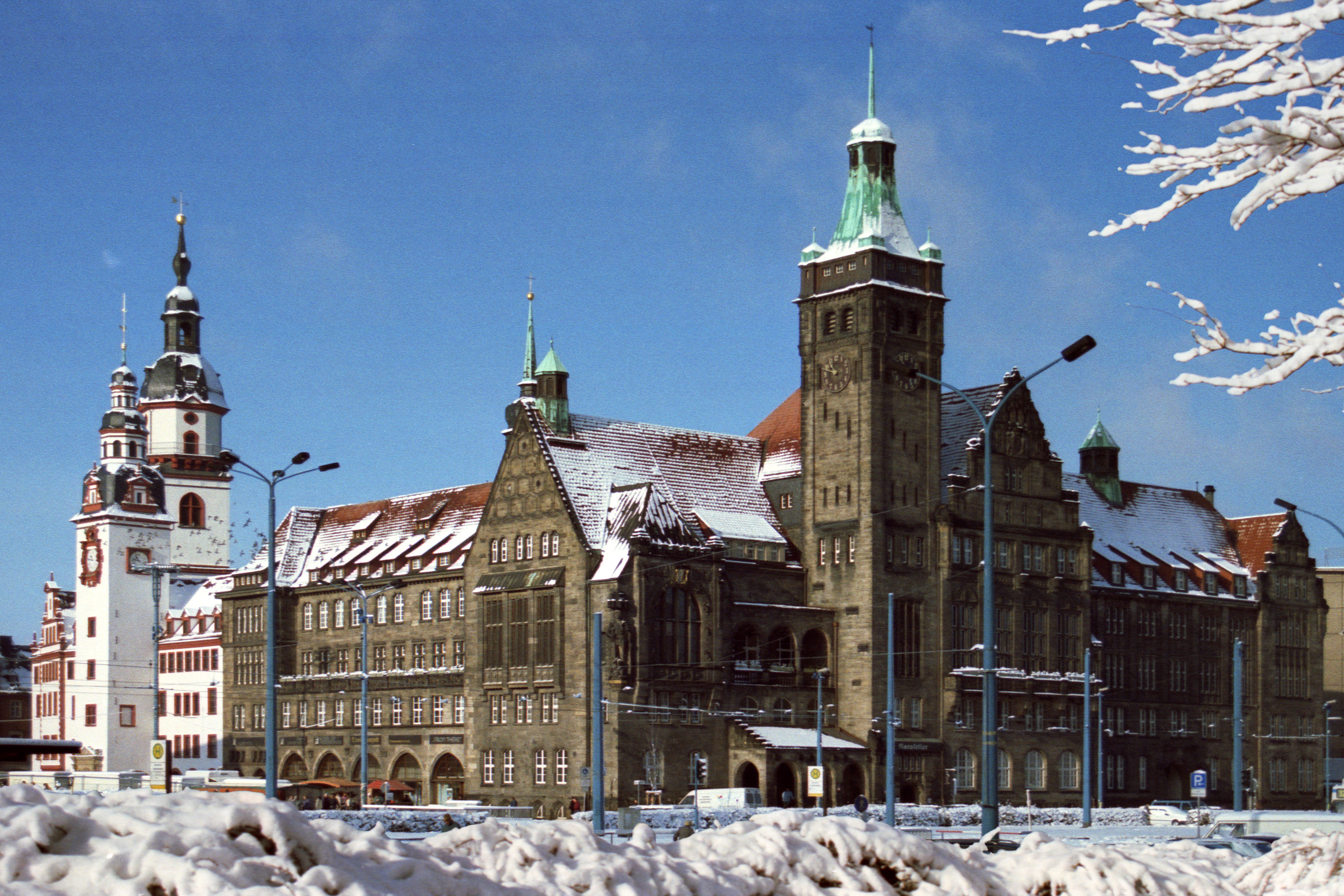
Altes und Neues Rathaus

Das Neue Rathaus in Chemnitz entstand 1907 bis 1911 nach Plänen des Stadtbaurates Richard Möbius. Der monumentale Bau bildet zusammen mit dem Alten Rathaus einen markanten Gebäudekomplex, der auch als Chemnitzer Doppelrathaus bezeichnet wird.

## Geschichte
Das Neue Rathaus ist das dritte Chemnitzer Rathaus. Es wurde erforderlich, da sich durch die rasche industrielle Entwicklung der Stadt und dem damit verbundenen rasanten Bevölkerungswachstum der städtische Verwaltungsapparat vergrößerte. Betrug die Einwohnerzahl im Jahr 1883 noch 100.000, so stieg sie 1901 auf 200.000 und im Jahr 1912 schon auf über 300.000. Die Räumlichkeiten des als Rathaus fungierenden Stadthauses am Beckerplatz erwiesen sich als zu klein, so dass man 1907 mit dem Bau begann. Zu diesem Zeitpunkt galt Chemnitz als die bedeutendste Industriestadt und zweite Handelsmetropole in Sachsen.

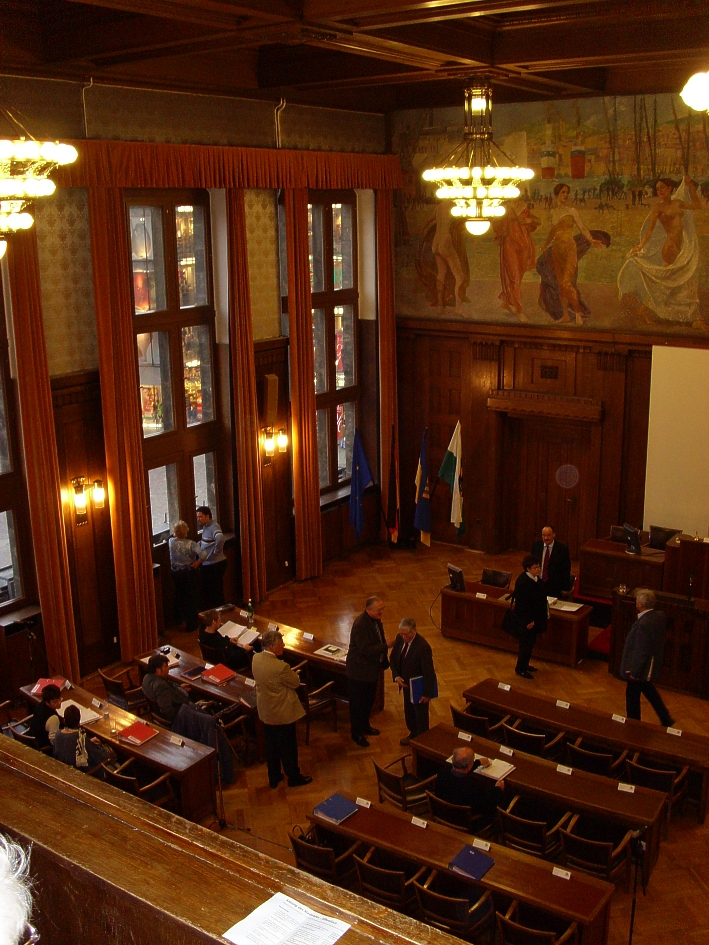
Stadtverordnetensaal

Von 1907 bis 1911 war das Zentrum der Stadt eine Großbaustelle. Zahlreiche alte Bürgerhäuser am Markt und Neumarkt mussten dem Neubau weichen, darunter eine alte Lateinschule aus dem Ende des 14. Jahrhunderts, von der nur das Portal erhalten blieb. Das am 2. September 1911 im Beisein des sächsischen Königs eingeweihte neue Rathaus selbst fügt sich harmonisch an das Alte Rathaus an, ohne auf Elemente des Jugendstils zu verzichten. Im Inneren hielt Richard Möbius das Rathaus in reinem Jugendstil. Sehenswert ist das im Stadtverordnetensaal hängende Wandgemälde „Arbeit = Wohlstand = Schönheit“ von Max Klinger aus dem Jahr 1918.

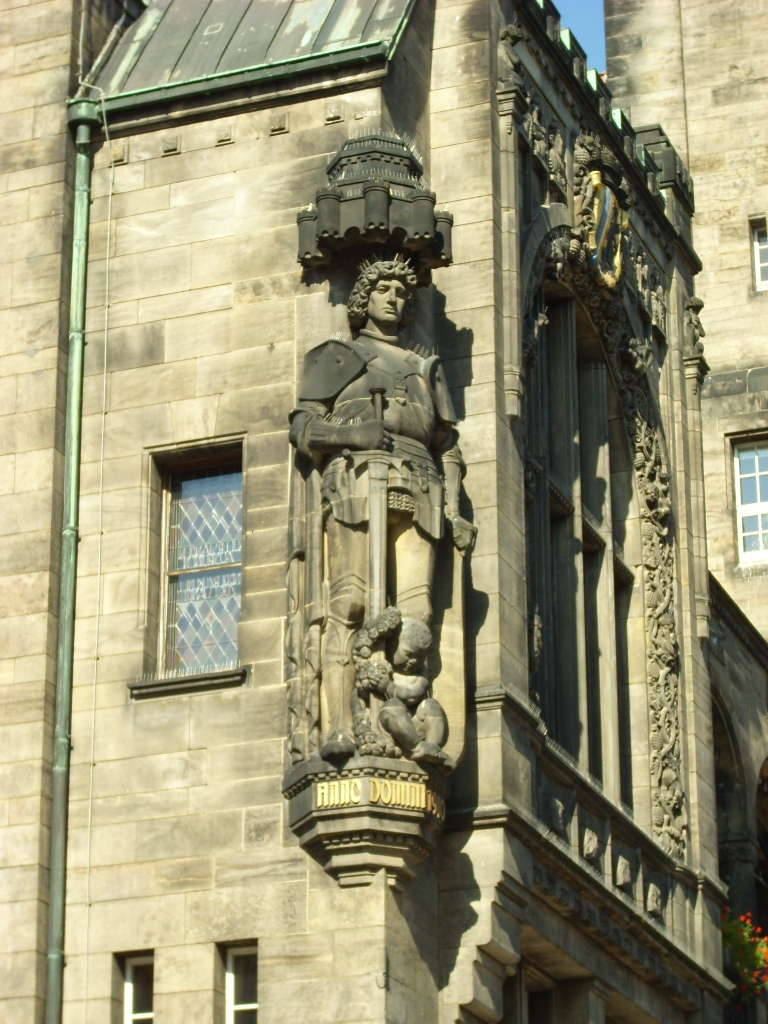
Der Chemnitzer Roland

An der Fassade befindet sich eine vom Dresdner Bildhauer Alexander Höfer geschaffene 4,75 m hohe Rolandsfigur. Da auf dem Marktplatz selbst kein Platz zur Verfügung stand, wurde sie als Eckfigur mit Blick zum Markt und ehemaligen Neumarkt ausgeführt. Der Roland ist ein Symbol des Streiters für städtische Freiheit und Gerichtsbarkeit. Noch heute zeugt dieses ansehnliche Rathausgebäude mitsamt seiner Ausstattung und künstlerischen Ausgestaltung von der ehemaligen Bedeutung und dem Reichtum dieser Stadt.
Im März 1945 wurden 90 % der Chemnitzer Innenstadt zerstört. Wiederaufgebaut wurden am Markt nur das alte Rathaus und 1953/1954 an der Westseite das Siegert’sche Haus, da nur eine unzerstörte Fassade von den Patrizierhäusern übrig blieb. Das neue Rathaus überstand die Luftangriffe als einziges Gebäude in der Innenstadt nahezu unversehrt. Von direkten Treffern verschont, verhinderten vor allem Luftschutzangehörige, Feuerwehr und andere Helfer, dass die Feuersbrunst auf das neue Rathaus übergriff. Angesichts der fast völligen Zerstörung des sich direkt anschließenden alten Rathauses, eine bemerkenswerte Leistung. Dadurch ist das Gebäude von überragender stadthistorischer Bedeutung.
Nach 1990 entstanden die Wand- und Deckenmalereien nach historischem Vorbild neu, ebenso wurden das gesamte Gestühl und die Beleuchtungskörper originalgetreu nachgebildet. 2005 erhielt die 2. Etage originale Fenster vom Glaskünstler Josef Goller, der 1910 bis 1911 entscheidend an der Ausgestaltung des Neuen Rathauses mitgewirkt hatte.

## Die Wandelhalle

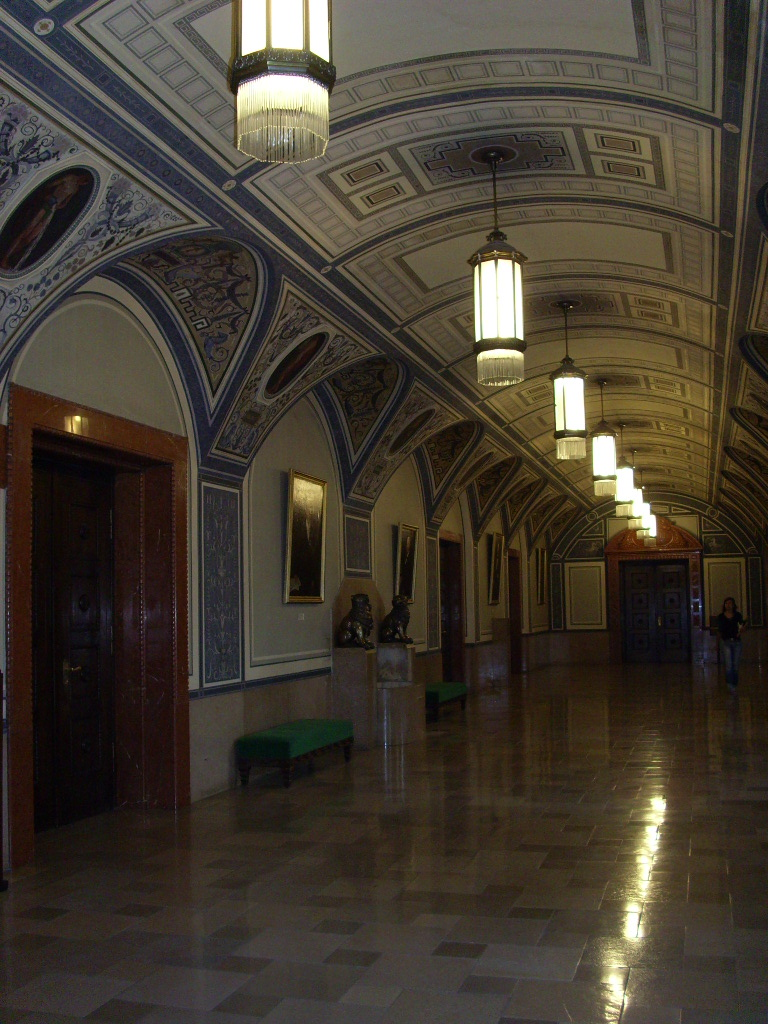
Bürgermeistergalerie in der Wandelhalle

Die Wandelhalle wurde ab 1910 von dem Dresdner Maler Paul Perks (1879–1939) filigran ausgemalt, sie bildet den zentralen Gang des Gebäudes und bietet Zugang zum Stadtverordnetensaal, zum Ratssaal und zum Grünen Salon. Erwähnenswert ist die Galerie der Oberbürgermeister, die die Rückwand der Halle ziert. Sechs Bürger- und Oberbürgermeistern wurde aufgrund ihrer Leistungen für die Entwicklung der Stadt Chemnitz die Ehre zu teil, in Öl gemalt zu werden. Die Gemälde entstanden zu ihren Lebzeiten und sind so teilweise älter als das Neue Rathaus selbst.

## Der Grüne Salon
Seinen Namen erhielt der Salon durch die grünliche Beize der Holzverkleidung, die bspw. an den Türrahmen noch gut zu erkennen ist. Doch diese Lasur wurde erst in den 1960er Jahren aufgetragen, so dass der Raum auch erst seit dieser Zeit und nicht schon von Anfang an seinen heutigen Namen trägt.
Er befindet sich zwischen Stadtverordnetensaal und Ratssaal im zweiten Geschoss des Rathauses. Durch eine Tür mit dem Stadtverordnetensaal verbunden, diente der Salon einst als Erfrischungsraum für die Stadträte, die hier ihre Sitzungspausen verbrachten. Nach 1945 fungierte der Salon, aus Ermangelung eines Festsaals, u. a. als Empfangsraum zur festlichen Begrüßung von Gästen und wurde für die gelegentliche Aufführung von Klassik-Konzerten genutzt. Heutzutage dient er ebenfalls für Rathausempfänge und Auszeichnungsveranstaltungen aller Art und bildet oftmals den äußeren Rahmen, wenn sich verdiente Bürger ins „Goldene Buch“ der Stadt eintragen dürfen.

## Carillon
Seit 1978, dem 25-jährigen Jubiläums Karl-Marx-Stadts, befindet sich ein Carillon im neuen Rathausturm. Der Spieltisch des Glockenspiels steht in einer kleinen Kammer, auf Höhe der Turmuhr, in fast 60 m Höhe. Die 48 Glocken des Carillons hängen einen Stock höher und sind über Drähte mit dem Spieltisch verbunden. Die kleinste der 48 Glocken hat ein Gewicht von 9,5 kg, die größte von 957 kg und einen Durchmesser von 1120 mm. Zusammen kommen die Glocken auf ein Gewicht von ca. 5200 kg und verfügen über einen Tonumfang von 4 Oktaven.
Geplant und gestaltet wurde das Carillon vom letzten Glockengießermeister Apoldas, Franz Peter Schilling, und Ehefrau Margarete Schilling; hergestellt wurden die Glocken des Carillons von 1968 bis 1977 von der Apoldaer Gießerei Schilling. Die schwersten Glocken tragen daher Hammer, Zirkel und Ährenkranz als Signet.
Ursprünglich sollte das Turmglockenspiel, das mit 85.000 Mark angesetzt worden war, in den Turm des Alten Rathauses eingebaut werden. Doch wegen des zu großen Gewichts des Spiels war dies nicht möglich. 1964 stand für kurze Zeit der Rote Turm zur Debatte, doch letztlich überzeugte der Turm des Neuen Rathauses die Stadträte des mittlerweile 140.000 Mark teuren Carillons am meisten.
Gespielt wird ganzjährig Mittwoch und Samstag von 10.00 bis 10.30 Uhr, in der Adventszeit Mittwoch, Donnerstag, Freitag und Samstag von 9.45 bis 10.00 Uhr.

## Ansichten

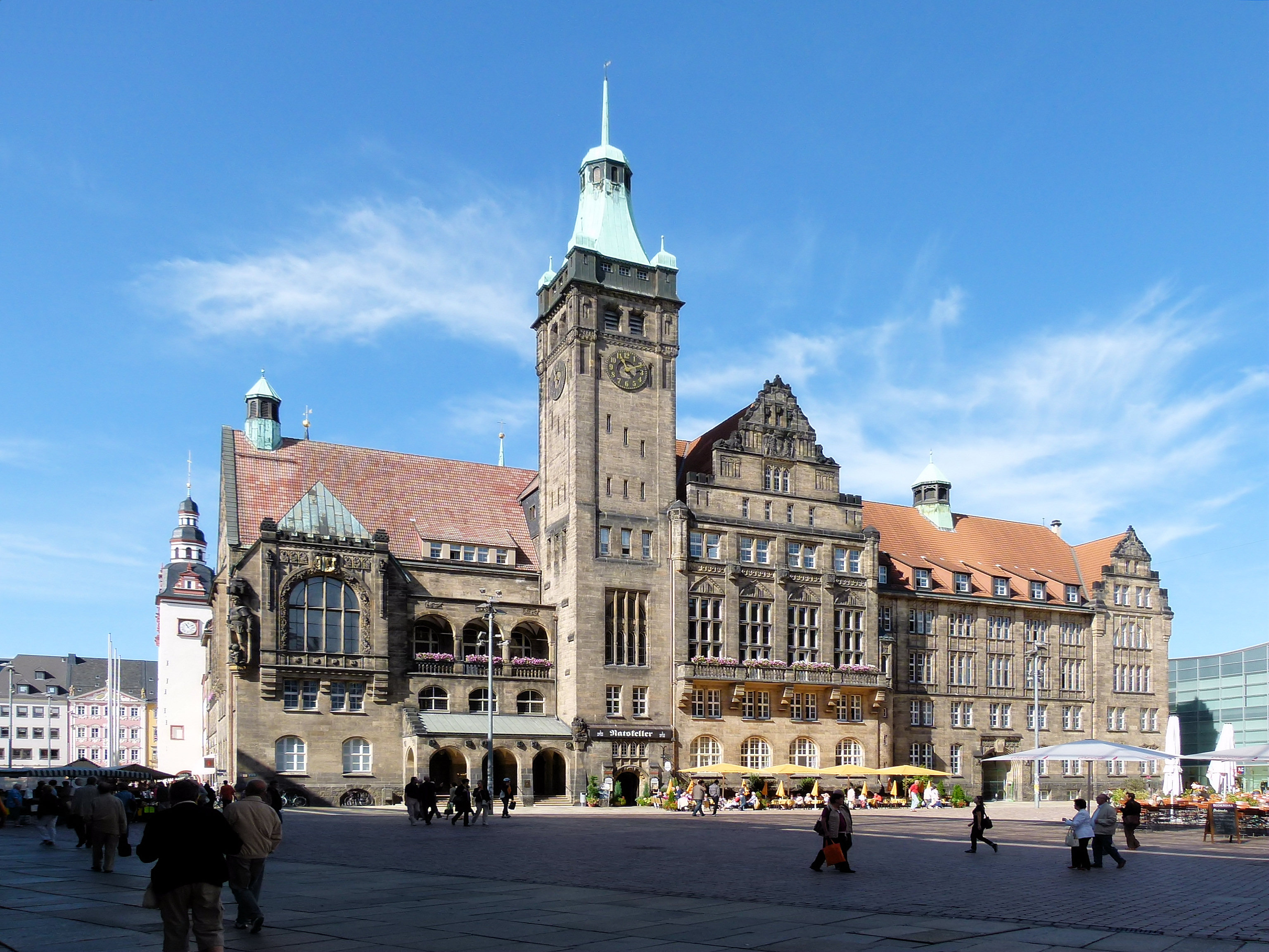
100 Jahre Neues Rathaus (Aufnahme: 6. September 2011)
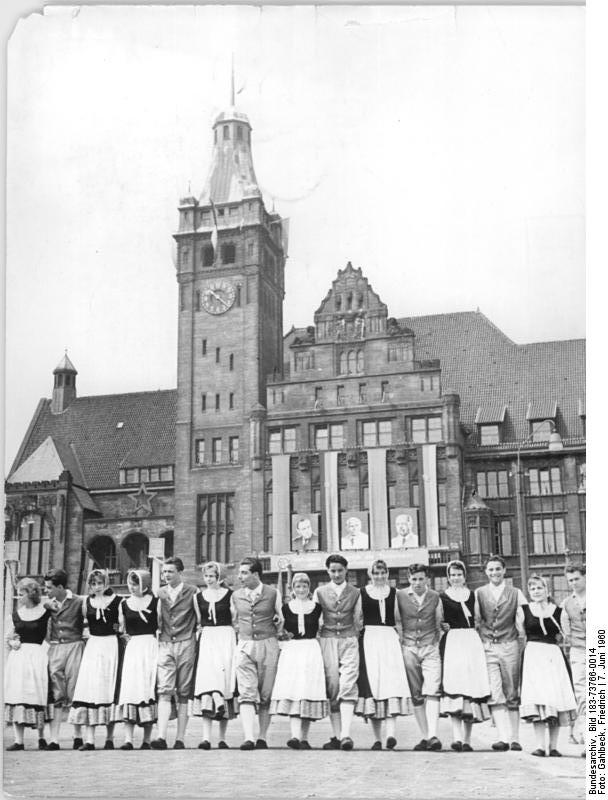
FDGB-Arbeiterfestspiele (Aufnahme: 7. Juni 1960)
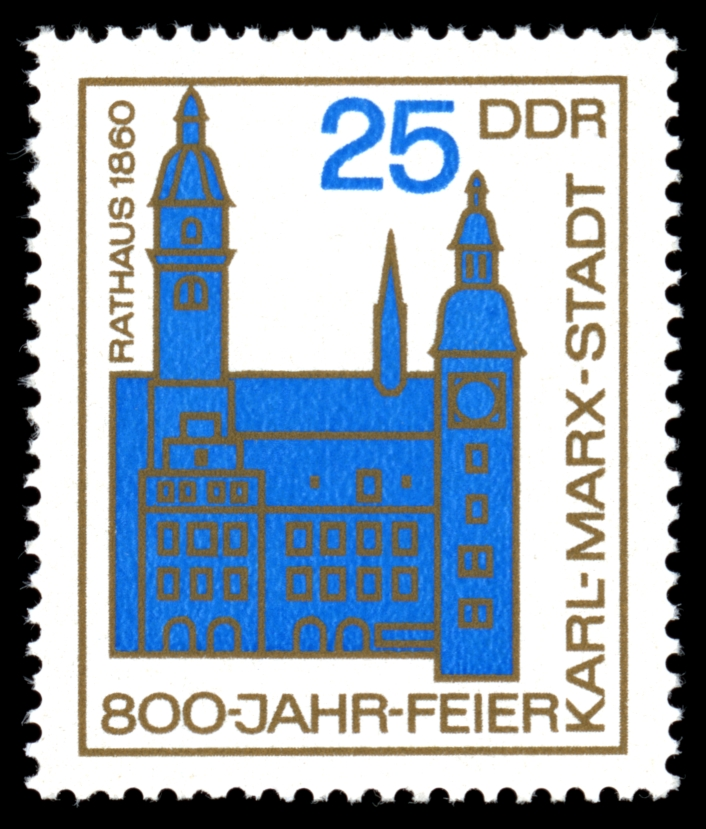
DDR-Briefmarke 1965
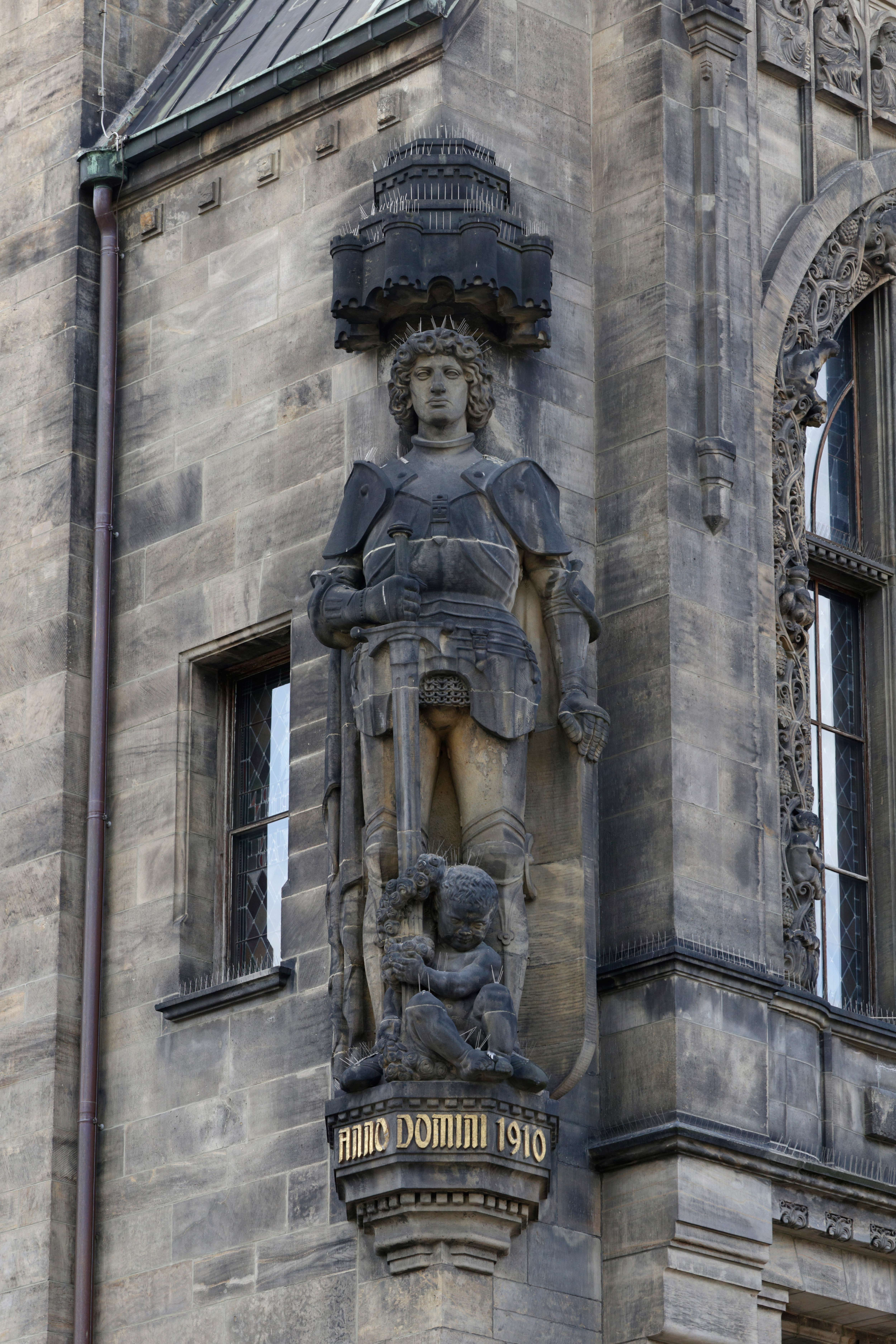
Chemnitzer Roland (Aufnahme: 5. Juli 2014)